# 隔蒴苘属
隔蒴苘属（学名：Wissadula）是锦葵科下的一个属，为亚灌木或灌木植物。该属共有约40种，分布于热带地区。